# Agía Triáda (Stýlia, Étolie-Acarnanie)
Agía Triáda (grec moderne : Αγία Τριάδα) est une localité située dans le dème de Naupactie, dans le district régional d'Étolie-Acarnanie, dans la périphérie de Grèce-Occidentale, en Grèce.
Selon le recensement de 2021, elle compte 10 habitants.